# WTA-toernooi van Zwitserland
| Plaats van handeling \| 1968–1980 \| Gstaad \| \| 1981–1986 \| Lugano \| \| 1987–1991 \| Genève \| \| 1992–1994 \| Luzern \| \| 2016–2018 \| Gstaad \| \| 2019–2023 \| Lausanne \| \| 2024 \| Montreux \| |          |
| 1968–1980 | Gstaad   |
| 1981–1986 | Lugano   |
| 1987–1991 | Genève   |
| 1992–1994 | Luzern   |
| 2016–2018 | Gstaad   |
| 2019–2023 | Lausanne |
| 2024 | Montreux |

Het WTA-toernooi van Zwitserland is een tennistoernooi voor vrouwen dat van 1899 tot en met 1994 plaatsvond in diverse steden in Zwitserland. De officiële naam van het toernooi was Swiss Open (1899–1985) of European Open (1986–1994). Meer dan twintig jaar later, in 2016, werd het toernooi nieuw leven ingeblazen – het vond terug plaats in Gstaad, onder de naam Ladies Championship Gstaad in 2016–2018. In 2019 werd het verplaatst naar Lausanne, onder de naam Ladies Open Lausanne – hier werd gespeeld tot en met 2023. In 2024 werd het toernooi verhuisd naar Montreux, onder de naam Montreux Nestlé Open.
De WTA organiseert het toernooi, dat in 1994 in de categorie "Tier III" viel en werd gespeeld op gravel. In de hervatting (2016) viel het in de categorie "International" resp. WTA 250 – sinds de verhuizing naar Montreux is dat WTA 125. De ondergrond is ongewijzigd gravel.
Er wordt door 32 deelneemsters per jaar gestreden om de titel in het enkelspel, en door 8 paren om de dubbelspeltitel. Aan het kwalificatietoernooi voor het enkelspel nemen 16 speelsters deel, met vier plaatsen in het hoofdtoernooi te vergeven.

## Officiële namen
| 1899–1985  | Swiss Open                 |
| 1986–1994  | European Open              |
| 2016–2018  | Ladies Championship Gstaad |
| 2019–2023  | Ladies Open Lausanne       |
| 2024–heden | Montreux Nestlé Open       |

## Meervoudig winnaressen enkelspel
| speelster         | aantal titels | in de jaren      |
| ----------------- | ------------- | ---------------- |
| Chris Evert       | 3             | 1981, 1982, 1987 |
| / Manuela Maleeva | 3             | 1984, 1989, 1991 |
| Françoise Dürr    | 2             | 1969, 1971       |
| Virginia Ruzici   | 2             | 1978, 1980       |
| Barbara Paulus    | 2             | 1988, 1990       |
| Lindsay Davenport | 2             | 1993, 1994       |

## Enkel- en dubbelspeltitel in één jaar
| speelster        | in het jaar |
| ---------------- | ----------- |
| Annette du Plooy | 1968        |
| Rosie Casals     | 1970        |
| Julie Anthony    | 1973        |
| Helga Hösl       | 1974        |
| Bonnie Gadusek   | 1985        |
| Amy Frazier      | 1992        |
| Kiki Bertens     | 2017        |

## Finales

### Enkelspel
| Datum             | Locatie            | Naam                                       | Cat.                                       | ($)                                        | Ondergrond                                 | Winnares                                                  | Verliezend finaliste                                      | Uitslag                                                   |                                            |
| ----------------- | ------------------ | ------------------------------------------ | ------------------------------------------ | ------------------------------------------ | ------------------------------------------ | --------------------------------------------------------- | --------------------------------------------------------- | --------------------------------------------------------- | ------------------------------------------ |
| 1899              | Sankt Moritz       | Swiss Championships                        |                                            |                                            | gravel, buiten                             | Mildred Brooksmith                                        | Miss Stephenson                                           | 6-1, 6-1                                                  |                                            |
| 1900              | Château-d'Œx       | Swiss Championships                        |                                            |                                            | gravel, buiten                             | Mildred Brooksmith                                        | Adine Masson                                              | 6-3, 1-6, 6-4                                             |                                            |
| 1901              | Sankt Moritz       | Swiss Championships                        |                                            |                                            | gravel, buiten                             | Mildred Brooksmith                                        | H. Couppa                                                 | 6-0, 6-0                                                  |                                            |
| 1902              | Ragatz             | Swiss Championships                        |                                            |                                            | gravel, buiten                             | Charlotte Cooper Sterry                                   | Mlle Simon                                                |                                                           |                                            |
| 1903              | Sankt Moritz       | Swiss Championships                        |                                            |                                            | gravel, buiten                             | Hélène Prévost                                            | Domini Elliadi                                            |                                                           |                                            |
| 1904              | Les Avants         | Swiss Championships                        |                                            |                                            | gravel, buiten                             | Adine Masson                                              | Yvonne de Pfeffel                                         | 6-1, 6-4                                                  |                                            |
| 1905              | Sankt Moritz       | Swiss Championships                        |                                            |                                            | gravel, buiten                             | Ruth Pennington-Legh Winch                                |                                                           |                                                           |                                            |
| 1906              | Territet, Montreux | Swiss Championships                        |                                            |                                            | gravel, buiten                             | Vera Warden                                               |                                                           |                                                           |                                            |
| 1907              | Sankt Moritz       | Swiss Championships                        |                                            |                                            | gravel, buiten                             | Elsie Lane                                                | Mrs Anderson                                              | walk-over                                                 |                                            |
| 1908              | Château-d'Œx       | Swiss Championships                        |                                            |                                            | gravel, buiten                             | Virginia MacVeagh                                         | Mildred Brooksmith                                        | walk-over                                                 |                                            |
| 1909              | Genève             | Swiss Championships                        |                                            |                                            | gravel, buiten                             | Aurea Farrington Edgington                                | Jeanne Matthey                                            | 6-1, 6-1                                                  |                                            |
| 1910              | Sankt Moritz       | Swiss Championships                        |                                            |                                            | gravel, buiten                             | Aurea Farrington Edgington                                | Jeanne Liebrechts                                         | 6-0, 6-3                                                  |                                            |
| 1911              | Luzern             | Swiss Championships                        |                                            |                                            | gravel, buiten                             | Aurea Farrington Edgington                                | Germaine Régnier                                          | 6-0, 7-5                                                  |                                            |
| 1912              | Territet, Montreux | Swiss Championships                        |                                            |                                            | gravel, buiten                             | Aurea Farrington Edgington                                | Domini Elliadi Crosfield                                  | 6-1, 6-4                                                  |                                            |
| 1913              | Sankt Moritz       | Swiss Championships                        |                                            |                                            | gravel, buiten                             | Eveline Froude-Bellew Crundall-Punnett                    | Domini Elliadi Crosfield                                  | 6-2, 5-7, 6-2                                             |                                            |
| 1914              | geen toernooi      | geen toernooi                              | geen toernooi                              | geen toernooi                              | geen toernooi                              | geen toernooi                                             | geen toernooi                                             | geen toernooi                                             | geen toernooi                              |
| 1915              | Zermatt            | Swiss Championships                        |                                            |                                            | gravel, buiten                             | Daisy Spéranza                                            | G. Matossian                                              | 6-3, 6-3                                                  |                                            |
| 1916              | Zürich             | Swiss Championships                        |                                            |                                            | gravel, buiten                             | Magda Aranyi                                              |                                                           |                                                           |                                            |
| 1917              | Lausanne           | Swiss Championships                        |                                            |                                            | gravel, buiten                             | Miss R. de Morsier                                        |                                                           |                                                           |                                            |
| 1918              | Bazel              | Swiss Championships                        |                                            |                                            | gravel, buiten                             | Mrs Prince                                                |                                                           |                                                           |                                            |
| 1919              | Genève             | Swiss Championships                        |                                            |                                            | gravel, buiten                             | Anne de Selliers de Borman                                |                                                           |                                                           |                                            |
| 1920              | Zürich             | Swiss Championships                        |                                            |                                            | gravel, buiten                             | Miss C. Lang                                              |                                                           |                                                           |                                            |
| 1921              | Lausanne           | Swiss Championships                        |                                            |                                            | gravel, buiten                             | Germaine Régnier Golding                                  | Mme Monk                                                  | 6-0, 6-0                                                  |                                            |
| 1922              | Sankt Moritz       | Swiss Championships                        |                                            |                                            | gravel, buiten                             | Germaine Régnier Golding                                  | Frau Froehlichen                                          | 6-1, 6-1                                                  |                                            |
| 1923              | Villars-sur-Ollon  | Swiss Championships                        |                                            |                                            | gravel, buiten                             | Miss M.G. de Prelle                                       |                                                           |                                                           |                                            |
| 1924              | Luzern             | Swiss Championships                        |                                            |                                            | gravel, buiten                             | Germaine Régnier Golding                                  |                                                           |                                                           |                                            |
| 1925              | Champéry           | Swiss Championships                        |                                            |                                            | gravel, buiten                             | Madeline Fisher O'Neill                                   |                                                           |                                                           |                                            |
| 1926              | Zürich             | Swiss Championships                        |                                            |                                            | gravel, buiten                             | Elsebeth Brehm                                            | Frau Steinfels                                            | 6-3, 6-1                                                  |                                            |
| 1927              | Lugano             | Swiss Championships                        |                                            |                                            | gravel, buiten                             | Domini Elliadi Crosfield                                  |                                                           |                                                           |                                            |
| 1928              | Zürich             | Swiss Championships                        |                                            |                                            | gravel, buiten                             | Frau Steinfels                                            | Emmy Schäublin                                            | 6-2, 6-3                                                  |                                            |
| 1929              | Genève             | Swiss Championships                        |                                            |                                            | gravel, buiten                             | Bella Dutton de Pons                                      | Lolette Payot                                             | 6-3, 3-6, 9-7                                             |                                            |
| 1930              | Luzern             | Swiss Championships                        |                                            |                                            | gravel, buiten                             | Ilse Weihermann Friedleben                                | Lolette Payot                                             | 4-6, 6-2, 10-8                                            |                                            |
| 1931              | Montreux           | Swiss Championships                        |                                            |                                            | gravel, buiten                             | Lolette Payot                                             | Lucia Valerio                                             | 6-4, 5-7, 6-3                                             |                                            |
| 1932              | Bazel              | Swiss Championships                        |                                            |                                            | gravel, buiten                             | Rosie Berthet                                             | Jacqueline Goldschmidt                                    | 6-2, 5-7, 6-2                                             |                                            |
| 1933              | Genève             | Swiss Championships                        |                                            |                                            | gravel, buiten                             | Lolette Payot                                             | Paula Heimann Stuck                                       | 7-5, 6-2                                                  |                                            |
| 1934              | Luzern             | Swiss Championships                        |                                            |                                            | gravel, buiten                             | Lolette Payot                                             | Colette Rosambert                                         | 6-2, 8-6                                                  |                                            |
| 1935              | Genève             | Swiss Championships                        |                                            |                                            | gravel, buiten                             | Simonne Mathieu                                           | Colette Rosambert Boegner                                 | 6-2, 6-2                                                  |                                            |
| 1936              | Luzern             | Swiss Championships                        |                                            |                                            | gravel, buiten                             | Hilde Krahwinkel-Sperling                                 | Simonne Mathieu                                           | 3-6, 6-3, 6-1                                             |                                            |
| 1937              | Gstaad             | Swiss Championships                        |                                            |                                            | gravel, buiten                             | Simonne Mathieu                                           | Arlette Neufeld Halff                                     | 6-2, 6-4                                                  |                                            |
| 1938              | Luzern             | Swiss Championships                        |                                            |                                            | gravel, buiten                             | Arlette Neufeld Halff                                     | Hella Kovac                                               |                                                           |                                            |
| 1939              | Luzern             | Swiss Championships                        |                                            |                                            | gravel, buiten                             | Jadwiga Jędrzejowska                                      | Arlette Neufeld Halff                                     | 6-2, 4-6, 6-2                                             |                                            |
| 1940–1945         | geen toernooi      | geen toernooi                              | geen toernooi                              | geen toernooi                              | geen toernooi                              | geen toernooi                                             | geen toernooi                                             | geen toernooi                                             | geen toernooi                              |
| 1946              | Luzern             | Swiss Championships                        |                                            |                                            | gravel, buiten                             | Dorothy Bundy                                             | Nelly Landry                                              | [ 3 ]                                                     |                                            |
| 1947              | Lausanne           | Swiss Championships                        |                                            |                                            | gravel, buiten                             | Sheila Piercey-Summers                                    | Doris Hart                                                | 6-3, 2-6, 6-3                                             |                                            |
| 1948              | Gstaad             | Swiss Championships                        |                                            |                                            | gravel, buiten                             | De halve finale en de finale zijn afgelast vanwege regen. | De halve finale en de finale zijn afgelast vanwege regen. | De halve finale en de finale zijn afgelast vanwege regen. |                                            |
| 1949              | Gstaad             | Swiss Championships                        |                                            |                                            | gravel, buiten                             | Sheila Piercey-Summers                                    | Joan Curry                                                | 6-3, 6-3                                                  |                                            |
| 1950              | Lausanne           | Swiss Championships                        |                                            |                                            | gravel, buiten                             | Louise Brough                                             | Kay Tuckey                                                | 6-4, 6-2                                                  |                                            |
| 1951              | Luzern             | Swiss Championships                        |                                            |                                            | gravel, buiten                             | Nancye Wynne-Bolton                                       | Barbara Scofield-Davidson                                 | 3-6, 6-2, 6-1                                             |                                            |
| 1952              | Gstaad             | Swiss Championships                        |                                            |                                            | gravel, buiten                             | Dorothy Head                                              | Erika Vollmer                                             | 6-2, 0-6, 6-2                                             |                                            |
| 1953              | Lugano             | Swiss Championships                        |                                            |                                            | gravel, buiten                             | Barbara Scofield-Davidson                                 | Maria Josefa de Riba                                      | 4-6, 6-4, 7-5                                             |                                            |
| 1954              | Gstaad             | Swiss Championships                        |                                            |                                            | gravel, buiten                             | Violette Rigollet Von Alvensleben                         | Patricia Ward                                             | 6-1, 6-3                                                  |                                            |
| 1955              | Gstaad             | Swiss Championships                        |                                            |                                            | gravel, buiten                             | Hazel Redick-Smith                                        | Ruth Kaufmann                                             | 1-6, 6-1, 6-4                                             |                                            |
| 1956              | Lugano             | Swiss Championships                        |                                            |                                            | gravel, buiten                             | Beverly Baker-Fleitz                                      | Jenny Staley-Hoad                                         | 1-6, 6-3, 6-3                                             |                                            |
| 1957              | Gstaad             | Swiss Championships                        |                                            |                                            | gravel, buiten                             | Heather Nicholls-Brewer                                   | Sandra Reynolds                                           | 2-6, 7-5, 6-4                                             |                                            |
| 1958              | Gstaad             | Swiss Championships                        |                                            |                                            | gravel, buiten                             | Lorraine Coghlan                                          | Yola Ramírez                                              | 3-6, 6-2, 6-0                                             |                                            |
| 1959              | Lugano             | Swiss Championships                        |                                            |                                            | gravel, buiten                             | Christine Truman                                          | Yola Ramírez                                              | 8-6, 6-1                                                  |                                            |
| 1960              | Gstaad             | Swiss Championships                        |                                            |                                            | gravel, buiten                             | Maria Bueno                                               | Sandra Reynolds                                           | 6-2, 6-3                                                  |                                            |
| 1961              | Gstaad             | Swiss Championships                        |                                            |                                            | gravel, buiten                             | Sandra Reynolds                                           | Yola Ramírez                                              | 7-5, 6-3                                                  |                                            |
| 1962-05-14        | Lugano             | Swiss Championships                        |                                            |                                            | gravel, buiten                             | Margaret Smith                                            | Lesley Turner                                             | 6-2, 6-1                                                  | [ 4 ]                                      |
| 1963-07-15        | Gstaad             | Swiss Championships                        |                                            |                                            | gravel, buiten                             | Robyn Ebbern                                              | Lesley Turner                                             | 6-3, 6-4                                                  | [ 5 ]                                      |
| 1964-06-01        | Lausanne           | Swiss Championships                        |                                            |                                            | gravel, buiten                             | Margaret Smith                                            | Jan Lehane                                                | 2-6, 8-6, 6-2                                             | [ 6 ]                                      |
| 1965-05-31        | Lugano             | Swiss Championships                        |                                            |                                            | gravel, buiten                             | Norma Baylon                                              | Edda Buding                                               | 6-1, 10-12, 5-5                                           | [ 7 ] [ 8 ]                                |
| 1966-07-11        | Gstaad             | Swiss Championships                        |                                            |                                            | gravel, buiten                             | Helga Schultze                                            | Sonja Pachta                                              | 6-1, 6-1                                                  | [ 9 ]                                      |
| 1967-07-17        | Gstaad             | Swiss Championships                        |                                            |                                            | gravel, buiten                             | Annette van Zyl                                           | Jan O'Neill                                               | 6-1, 3-6, 6-3                                             | [ 10 ]                                     |
| ↓ open tijdperk ↓ |                    |                                            |                                            |                                            |                                            |                                                           |                                                           |                                                           |                                            |
| 1968-07-15        | Gstaad             | Swiss Open Championships                   |                                            |                                            | gravel, buiten                             | Annette du Plooy                                          | Julie Heldman                                             | 6-0, 6-1                                                  | details                                    |
| 1969-07-22        | Gstaad             | Swiss Open Championships                   |                                            |                                            | gravel, buiten                             | Françoise Dürr                                            | Rosie Casals                                              | 6-4, 4-6, 6-2                                             | details                                    |
| 1970-07-13        | Gstaad             | Swiss Open Championships                   |                                            |                                            | gravel, buiten                             | Rosie Casals                                              | Françoise Dürr                                            | 6-2, 5-7, 6-2                                             | details                                    |
| 1971-07-05        | Gstaad             | Swiss Open Championships                   |                                            |                                            | gravel, buiten                             | Françoise Dürr                                            | Lesley Hunt                                               | 6-3, 6-3                                                  | details                                    |
| 1972-07-10        | Gstaad             | Swiss Open Championships                   |                                            |                                            | gravel, buiten                             | Kazuko Sawamatsu                                          | Pam Teeguarden                                            | 6-3, 4-6, 6-2                                             | details                                    |
| 1973-07-09        | Gstaad             | Swiss Open Championships                   |                                            |                                            | gravel, buiten                             | Julie Anthony                                             | Raquel Giscafré                                           | 6-4, 7-5                                                  | details                                    |
| 1974-07-08        | Gstaad             | Swiss Open Championships                   |                                            |                                            | gravel, buiten                             | Helga Hösl                                                | Lea Pericoli                                              | 4-6, 6-4, 6-3                                             | details                                    |
| 1975-07-07        | Gstaad             | Swiss Open Championships                   |                                            |                                            | gravel, buiten                             | Glynis Coles                                              | Delina Boshoff                                            | 9-7, 2-6, 8-6                                             | details                                    |
| 1976-07-05        | Gstaad             | Swiss Open Championships                   |                                            |                                            | gravel, buiten                             | Michèle Gurdal                                            | Gail Lovera                                               | 4-6, 6-2, 6-3                                             | details                                    |
| 1977-07-04        | Gstaad             | Swiss Open Championships                   |                                            |                                            | gravel, buiten                             | Lesley Hunt                                               | Helen Cawley                                              | 4-6, 7-5, 6-1                                             | details                                    |
| 1978-07-10        | Gstaad             | Swiss Open Championships                   |                                            |                                            | gravel, buiten                             | Virginia Ruzici                                           | Petra Delhees                                             | 6-2, 6-2                                                  | details                                    |
| 1979-07-09        | Gstaad             | Piquet Watch Challenge                     |                                            |                                            | gravel, buiten                             | Petra Delhees                                             | Yvona Brzáková                                            | 6-4, 1-6, 6-1                                             | details                                    |
| 1980-07-07        | Gstaad             | Swiss Open Championships                   |                                            |                                            | gravel, buiten                             | Virginia Ruzici                                           | Sylvia Hanika                                             | 6-4, 6-3                                                  | details                                    |
| 1981-05-11        | Lugano             | Toyota Swiss Open                          |                                            | 100.000                                    | gravel, buiten                             | Chris Evert                                               | Virginia Ruzici                                           | 6-1, 6-1                                                  | details                                    |
| 1982-05-10        | Lugano             | Toyota Swiss Open                          |                                            | 100.000                                    | gravel, buiten                             | Chris Evert                                               | Andrea Temesvári                                          | 6-0, 6-3                                                  | details                                    |
| 1983-05-09        | Lugano             | Swiss Open                                 |                                            | 100.000                                    | gravel, buiten                             | Wegens regen geannuleerd na de derde ronde                | Wegens regen geannuleerd na de derde ronde                | Wegens regen geannuleerd na de derde ronde                | details                                    |
| 1984-05-07        | Lugano             | Swiss Open                                 |                                            | 100.000                                    | gravel, buiten                             | Manuela Maleeva                                           | Iva Budařová                                              | 6-1, 6-1                                                  | details                                    |
| 1985-05-20        | Lugano             | Swiss Open                                 |                                            | 100.000                                    | gravel, buiten                             | Bonnie Gadusek                                            | Manuela Maleeva                                           | 6-2, 6-2                                                  | details                                    |
| 1986-05-19        | Lugano             | European Open                              |                                            | 100.000                                    | gravel, buiten                             | Raffaella Reggi                                           | Manuela Maleeva                                           | 5-7, 6-3, 7-6                                             | details                                    |
| 1987-05-18        | Genève             | European Open                              |                                            | 100.000                                    | gravel, buiten                             | Chris Evert                                               | Manuela Maleeva                                           | 6-3, 4-6, 6-2                                             | details                                    |
| 1988-05-16        | Genève             | European Open                              | Tier V                                     | 100.000                                    | gravel, buiten                             | Barbara Paulus                                            | Lori McNeil                                               | 6-4, 5-7, 6-1                                             | details                                    |
| 1989-05-22        | Genève             | European Open                              | Tier V                                     | 100.000                                    | gravel, buiten                             | M Maleeva-Fragnière                                       | Conchita Martínez                                         | 6-4, 6-0                                                  | details                                    |
| 1990-05-21        | Genève             | Geneva European Open                       | Tier IV                                    | 150.000                                    | gravel, buiten                             | Barbara Paulus                                            | Helen Kelesi                                              | 2-6, 7-5, 7-6                                             | details                                    |
| 1991-05-20        | Genève             | Geneva European Open                       | Tier IV                                    | 150.000                                    | gravel, buiten                             | M Maleeva-Fragnière                                       | Helen Kelesi                                              | 6-3, 3-6, 6-3                                             | details                                    |
| 1992-05-18        | Luzern             | European Open                              | Tier IV                                    | 150.000                                    | gravel, buiten                             | Amy Frazier                                               | Radomira Zrubáková                                        | 6-4, 4-6, 7-5                                             | details                                    |
| 1993-05-17        | Luzern             | European Open                              | Tier III                                   | 150.000                                    | gravel, buiten                             | Lindsay Davenport                                         | Nicole Provis                                             | 6-1, 4-6, 6-2                                             | details                                    |
| 1994-05-16        | Luzern             | European Open                              | Tier III                                   | 150.000                                    | gravel, buiten                             | Lindsay Davenport                                         | Lisa Raymond                                              | 7-6, 6-4                                                  | details                                    |
| 1995–2015         | geen toernooi      | geen toernooi                              | geen toernooi                              | geen toernooi                              | geen toernooi                              | geen toernooi                                             | geen toernooi                                             | geen toernooi                                             | geen toernooi                              |
| 2016-07-11        | Gstaad             | Ladies Championship Gstaad                 | Intern'l                                   | 250.000                                    | gravel, buiten                             | Viktorija Golubic                                         | Kiki Bertens                                              | 4-6, 6-3, 6-4                                             | details                                    |
| 2017-07-17        | Gstaad             | Ladies Championship Gstaad                 | Intern'l                                   | 250.000                                    | gravel, buiten                             | Kiki Bertens                                              | Anett Kontaveit                                           | 6-4, 3-6, 6-1                                             | details                                    |
| 2018-07-16        | Gstaad             | Ladies Championship Gstaad                 | Intern'l                                   | 250.000                                    | gravel, buiten                             | Alizé Cornet                                              | Mandy Minella                                             | 6-4, 7-6                                                  | details                                    |
| 2019-07-15        | Lausanne           | Ladies Open Lausanne                       | Intern'l                                   | 250.000                                    | gravel, buiten                             | Fiona Ferro                                               | Alizé Cornet                                              | 6-1, 2-6, 6-1                                             | details                                    |
| 2020              | Lausanne           | toernooi geannuleerd wegens coronapandemie | toernooi geannuleerd wegens coronapandemie | toernooi geannuleerd wegens coronapandemie | toernooi geannuleerd wegens coronapandemie | toernooi geannuleerd wegens coronapandemie                | toernooi geannuleerd wegens coronapandemie                | toernooi geannuleerd wegens coronapandemie                | toernooi geannuleerd wegens coronapandemie |
| 2021-07-12        | Lausanne           | Ladies Open Lausanne                       | WTA 250                                    | 235.238                                    | gravel, buiten                             | Tamara Zidanšek                                           | Clara Burel                                               | 4-6, 7-6, 6-1                                             | details                                    |
| 2022-07-11        | Lausanne           | Ladies Open Lausanne                       | WTA 250                                    | 251.750                                    | gravel, buiten                             | Petra Martić                                              | Olga Danilović                                            | 6-4, 6-2                                                  | details                                    |
| 2023-07-24        | Lausanne           | Ladies Open Lausanne                       | WTA 250                                    | 259.303                                    | gravel, buiten                             | Elisabetta Cocciaretto                                    | Clara Burel                                               | 7-5, 4-6, 6-4                                             | details                                    |
| 2024-09-02        | Montreux           | Montreux Open                              | WTA 125                                    | 115.000                                    | gravel, buiten                             | Irina-Camelia Begu                                        | Petra Marčinko                                            | 1-6, 6-3, 6-0                                             | details                                    |

### Dubbelspel
| Locatie  | Datum      | Naam                                       | Cat.                                       | ($)                                        | Ondergrond                                 | Winnaressen                                               | Verliezend finalistes                                     | Uitslag                                                   |                                            |
| -------- | ---------- | ------------------------------------------ | ------------------------------------------ | ------------------------------------------ | ------------------------------------------ | --------------------------------------------------------- | --------------------------------------------------------- | --------------------------------------------------------- | ------------------------------------------ |
| Gstaad   | 1968-07-15 | Swiss Open Champ's                         |                                            |                                            | gravel, buiten                             | Rosa Maria Darmon Annette du Plooy                        | Helen Amos Elena Subirats                                 | 6-1, 6-3                                                  | details                                    |
| Gstaad   | 1969-07-22 | Swiss Open Champ's                         |                                            |                                            | gravel, buiten                             | Rosie Casals Billie Jean King                             | Françoise Dürr Ann Haydon-Jones                           | 8-6, 6-3                                                  | details                                    |
| Gstaad   | 1970-07-13 | Swiss Open Champ's                         |                                            |                                            | gravel, buiten                             | Rosie Casals Françoise Dürr                               | Helga Niessen Betty Stöve                                 | 6-2, 6-2                                                  | details                                    |
| Gstaad   | 1971-07-05 | Swiss Open Champ's                         |                                            |                                            | gravel, buiten                             | Brenda Kirk Laura Rossouw                                 | Françoise Dürr Lea Pericoli                               | 8-6, 6-3                                                  | details                                    |
| Gstaad   | 1972-07-10 | Swiss Open Champ's                         |                                            |                                            | gravel, buiten                             | Fiorella Bonicelli Isabel Fernández de Soto               | Julie Heldman Pam Teeguarden                              | 6-3, 6-3                                                  | details                                    |
| Gstaad   | 1973-07-09 | Swiss Open Champ's                         |                                            |                                            | gravel, buiten                             | Julie Anthony Raquel Giscafré                             | Chang Ching-ling Carmen Mandarino                         | 6-2, 6-0                                                  | details                                    |
| Gstaad   | 1974-07-08 | Swiss Open Champ's                         |                                            |                                            | gravel, buiten                             | Helga Hösl Lea Pericoli                                   | Kayoko Fukuoka Michelle Rodríguez                         | 6-2, 6-0                                                  | details                                    |
| Gstaad   | 1975-07-07 | Swiss Open Champ's                         |                                            |                                            | gravel, buiten                             | Delina Boshoff Lea Pericoli                               | Glynis Coles Belinda Thompson                             | 7-5, 6-1                                                  | details                                    |
| Gstaad   | 1976-07-05 | Swiss Open Champ's                         |                                            |                                            | gravel, buiten                             | Betsy Nagelsen Wendy Turnbull                             | Brigitte Cuypers Annette du Plooy                         | 6-4, 6-4                                                  | details                                    |
| Gstaad   | 1977-07-04 | Swiss Open Champ's                         |                                            |                                            | gravel, buiten                             | Helen Cawley Rayni Fox                                    | Mary Carillo Lesley Hunt                                  | 6-0, 6-4                                                  | details                                    |
| Gstaad   | 1978-07-10 | Swiss Open Champ's                         |                                            |                                            | gravel, buiten                             | Barbara Jordan Betsy Nagelsen                             | Lea Antonoplis Dianne Evers                               | 6-4, 6-3                                                  | details                                    |
| Gstaad   | 1979-07-09 | Piquet Watch Challenge                     |                                            |                                            | gravel, buiten                             | Dianne Evers Hana Strachoňová                             | Petra Delhees Anne-Marie Ruegg                            | 6-1, 4-6, 6-2                                             | details                                    |
| Gstaad   | 1980-07-07 | Swiss Open Champ's                         |                                            |                                            | gravel, buiten                             | geen dubbelspel bekend                                    | geen dubbelspel bekend                                    | geen dubbelspel bekend                                    | details                                    |
| Lugano   | 1981-05-11 | Toyota Swiss Open                          |                                            | 100.000                                    | gravel, buiten                             | Rosalyn Fairbank Tanya Harford                            | Candy Reynolds Paula Smith                                | 2-6, 6-1, 6-4                                             | details                                    |
| Lugano   | 1982-05-10 | Toyota Swiss Open                          |                                            | 100.000                                    | gravel, buiten                             | Candy Reynolds Paula Smith                                | JoAnne Russell Virginia Ruzici                            | 6-2, 6-4                                                  | details                                    |
| Lugano   | 1983-05-09 | Swiss Open                                 |                                            | 100.000                                    | gravel, buiten                             | Christiane Jolissaint Marcella Mesker                     | Petra Delhees Patricia Medrado                            | 6-2, 3-6, 7-5                                             | details                                    |
| Lugano   | 1984-05-07 | Swiss Open                                 |                                            | 100.000                                    | gravel, buiten                             | Christiane Jolissaint Marcella Mesker                     | Iva Budařová Marcela Skuherská                            | 6-4, 6-3                                                  | details                                    |
| Lugano   | 1985-05-20 | Swiss Open                                 |                                            | 100.000                                    | gravel, buiten                             | Bonnie Gadusek Helena Suková                              | Bettina Bunge Eva Pfaff                                   | 6-2, 6-4                                                  | details                                    |
| Lugano   | 1986-05-19 | European Open                              |                                            | 100.000                                    | gravel, buiten                             | Elise Burgin Betsy Nagelsen                               | Jenny Byrne Janine Thompson                               | 6-2, 6-3                                                  | details                                    |
| Genève   | 1987-05-18 | European Open                              |                                            | 100.000                                    | gravel, buiten                             | Betsy Nagelsen Elizabeth Smylie                           | Laura Gildemeister Catherine Tanvier                      | 4-6, 6-4, 6-3                                             | details                                    |
| Genève   | 1988-05-16 | European Open                              | Tier V                                     | 100.000                                    | gravel, buiten                             | Christiane Jolissaint Dianne Van Rensburg                 | Maria Lindström Claudia Porwik                            | 6-1, 6-3                                                  | details                                    |
| Genève   | 1989-05-22 | European Open                              | Tier V                                     | 100.000                                    | gravel, buiten                             | Katrina Adams Lori McNeil                                 | Larisa Savtsjenko Natallja Zverava                        | 2-6, 6-3, 6-4                                             | details                                    |
| Genève   | 1990-05-21 | Geneva European Open                       | Tier IV                                    | 150.000                                    | gravel, buiten                             | Louise Field Dianne Van Rensburg                          | Elise Burgin Betsy Nagelsen                               | 5-7, 7-6, 7-5                                             | details                                    |
| Genève   | 1991-05-20 | Geneva European Open                       | Tier IV                                    | 150.000                                    | gravel, buiten                             | Nicole Provis Elizabeth Smylie                            | Cathy Caverzasio Manuela Maleeva-Fragnière                | 6-1, 6-2                                                  | details                                    |
| Luzern   | 1992-05-18 | European Open                              | Tier IV                                    | 150.000                                    | gravel, buiten                             | Amy Frazier Elna Reinach                                  | Karina Habšudová Marianne Werdel                          | 7-5, 6-2                                                  | details                                    |
| Luzern   | 1993-05-17 | European Open                              | Tier III                                   | 150.000                                    | gravel, buiten                             | Mary Joe Fernandez Helena Suková                          | Lindsay Davenport Marianne Werdel                         | 6-2, 6-4                                                  | details                                    |
| Luzern   | 1994-05-16 | European Open                              | Tier III                                   | 150.000                                    | gravel, buiten                             | wegens regen geannuleerd na twee van de vier kwartfinales | wegens regen geannuleerd na twee van de vier kwartfinales | wegens regen geannuleerd na twee van de vier kwartfinales | details                                    |
|          | 1995–2015  | geen toernooi                              | geen toernooi                              | geen toernooi                              | geen toernooi                              | geen toernooi                                             | geen toernooi                                             | geen toernooi                                             | geen toernooi                              |
| Gstaad   | 2016-07-11 | Ladies Championship Gstaad                 | Intern'l                                   | 250.000                                    | gravel, buiten                             | Lara Arruabarrena Xenia Knoll                             | Annika Beck Jevgenia Rodina                               | 6-1, 3-6, [10-8]                                          | details                                    |
| Gstaad   | 2017-07-17 | Ladies Championship Gstaad                 | Intern'l                                   | 250.000                                    | gravel, buiten                             | Kiki Bertens Johanna Larsson                              | Viktorija Golubic Nina Stojanović                         | 7-6, 4-6, [10-7]                                          | details                                    |
| Gstaad   | 2018-07-16 | Ladies Championship Gstaad                 | Intern'l                                   | 250.000                                    | gravel, buiten                             | Alexa Guarachi Desirae Krawczyk                           | Lara Arruabarrena Timea Bacsinszky                        | 4-6, 6-4, [10-6]                                          | details                                    |
| Lausanne | 2019-07-15 | Ladies Open Lausanne                       | Intern'l                                   | 250.000                                    | gravel, buiten                             | Anastasija Potapova Jana Sizikova                         | Monique Adamczak Han Xinyun                               | 6-2, 6-4                                                  | details                                    |
| Lausanne | 2020       | toernooi geannuleerd wegens coronapandemie | toernooi geannuleerd wegens coronapandemie | toernooi geannuleerd wegens coronapandemie | toernooi geannuleerd wegens coronapandemie | toernooi geannuleerd wegens coronapandemie                | toernooi geannuleerd wegens coronapandemie                | toernooi geannuleerd wegens coronapandemie                | toernooi geannuleerd wegens coronapandemie |
| Lausanne | 2021-07-12 | Ladies Open Lausanne                       | WTA 250                                    | 235.238                                    | gravel, buiten                             | Susan Bandecchi Simona Waltert                            | Ulrikke Eikeri Valentini Grammatikopoulou                 | 6-3, 6-7, [10-5]                                          | details                                    |
| Lausanne | 2022-07-11 | Ladies Open Lausanne                       | WTA 250                                    | 251.750                                    | gravel, buiten                             | Olga Danilović Kristina Mladenovic                        | Ulrikke Eikeri Tamara Zidanšek                            | walk-over                                                 | details                                    |
| Lausanne | 2023-07-24 | Ladies Open Lausanne                       | WTA 250                                    | 259.303                                    | gravel, buiten                             | Anna Bondár Diane Parry                                   | Amina Ansjba Anastasia Dețiuc                             | 6-2, 6-2                                                  | details                                    |
| Montreux | 2024-09-02 | Montreux Open                              | WTA 125                                    | 115.000                                    | gravel, buiten                             | Quinn Gleason Ingrid Gamarra Martins                      | María Lourdes Carlé Simona Waltert                        | 6-3, 4-6, [10-7]                                          | details                                    |